# Prison Saint-Éloi

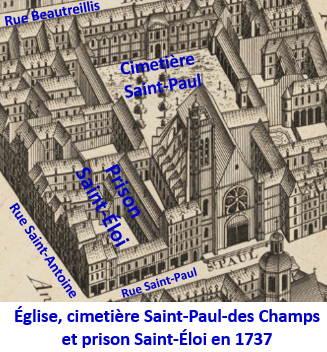
Prison St-Eloi sur plan de Turgot

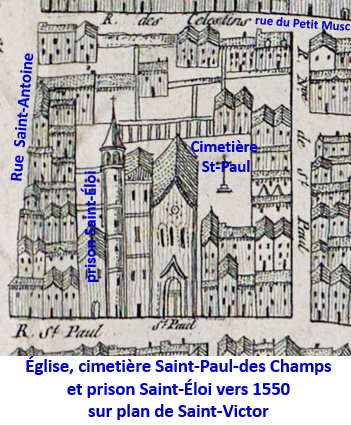
Prison St-Eloi vers 1550 (à gauche de l’église)

La prison  Saint-Éloi est une ancienne prison parisienne, détruite en 1797 qui était située au niveau de l’actuel no 36 de la rue Saint-Paul. 

## Histoire
La prison faisait partie de la « grange Saint-Éloi », à l’origine bâtiment de l’exploitation agricole du domaine du monastère de  Saint-Martial dont l'établissement principal était dans l'Île de la Cité. Ce domaine s’étendait au Moyen-Âge sur un vaste territoire comprenant une partie des actuels 11ème et 12ème arrondissement.
Cette grange était  à proximité  d’une chapelle  érigée vers 632-642 à côté du cimetière où étaient enterrées les moniales. Une petite agglomération se forme  autour de cette chapelle remplacée par l'église Saint-Paul-des-Champs. 
La prison était l’annexe du tribunal de la seigneurie ecclésiastique du monastère, exerçant son droit de haute-justice sur les habitants du bourg Saint-Paul.  À partir de 1134, ce tribunal et la prison dépend de l’Abbaye de Saint-Maur-des-Fossés, le domaine de l’ancien monastère Saint-Martial dissous en 1107 ayant été rattaché à cette abbaye.
Le 12 juin 1418, les Bourguignons massacrent les prisonniers Armagnacs de la prison Saint-Éloi avec ceux de toutes les prisons de Paris  Seul Philippe de Villette, évêque de Saint-Denis, en réchappe.  S’étant placé à genoux devant l’autel de la chapelle tenant l’eucharistie, les assaillants n’osèrent le frapper.
La prison devient une prison épiscopale de femmes à partir du rattachement de l’abbaye de Saint-Maur à  l’évêché de Paris en 1530,  puis prison royale  en 1674 lors de la suppression par Louis XIV de l’ensemble des justices seigneuriales de Paris.

## Disparition
La prison est vendue comme bien national en 1796 avec l’église et le cimetière Saint-Paul et démolie en 1797.